# Turbina eolica

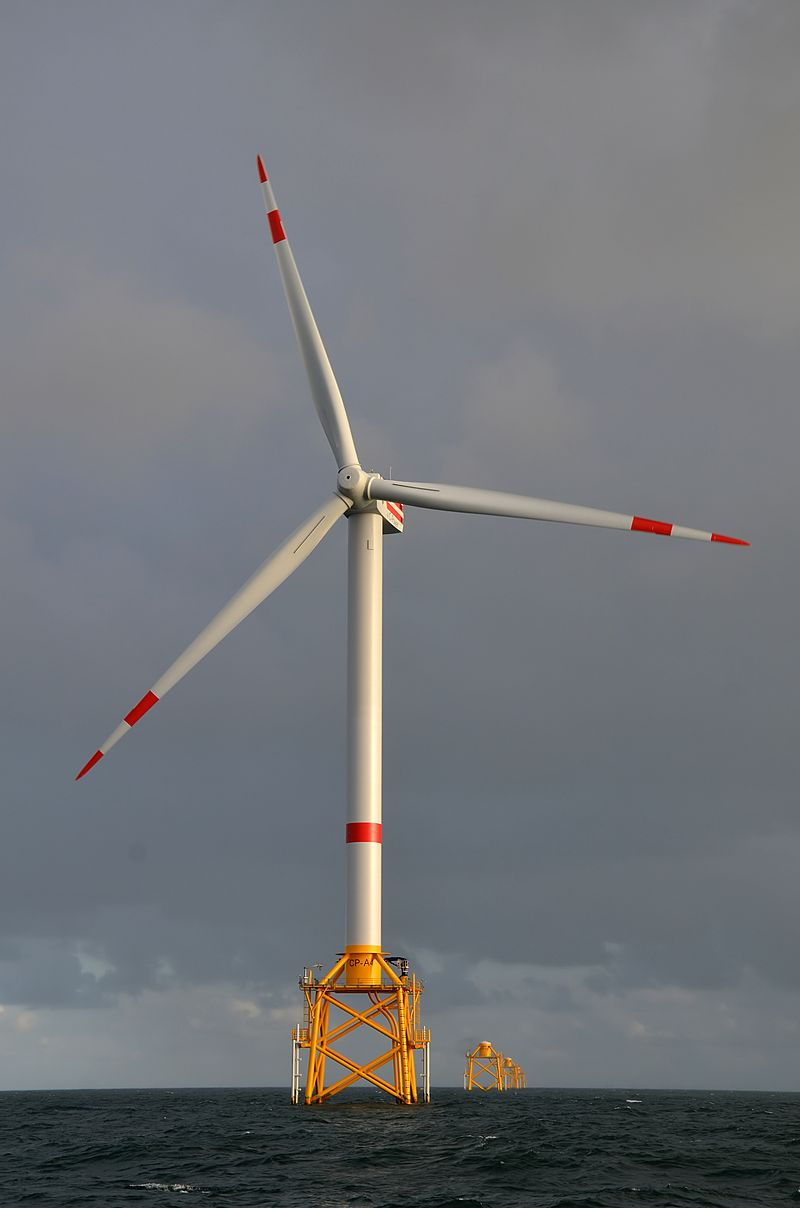
Una turbina eolica nel Mare del Nord

Un generatore eolico (o aerogeneratore o turbina eolica) è una struttura o una macchina elettro-meccanica costruita per sfruttare/trasformare l'energia cinetica del vento (energia eolica) in energia elettrica attraverso l'utilizzo di pale. Un insieme di turbine eoliche raggruppate in un unico luogo è detto parco eolico.

## Storia
Le prime turbine eoliche sono state costruite verso la fine del diciannovesimo secolo dal professor James Blyth in Scozia (1887), Charles F. Brush a Cleveland, Ohio (1887-1888) e Poul la Cour in Danimarca (1890). La turbina eolica di Cour dal 1896 diventò la fonte di energia elettrica per il villaggio di Aaskov. Dal 1908 erano presenti 72 generatori eolici in Danimarca, che producevano dai 5 fino a 25 kW. Dal 1930, le turbine eoliche erano ampiamente utilizzate per generare energia elettrica nelle aziende agricole degli Stati Uniti dove non erano stati ancora installati sistemi di distribuzione dalla rete; erano costruite da compagnie come Jacobs Wind, Wincharger, Miller Airlite, Universal Aeroelectric, Paris-Dunn, Airline e Winpower. La Dunlite Corporation produsse turbine per motivi simili in Australia.
Il precursore delle moderne turbine eoliche a asse orizzontale era il WIME-3D in servizio a Balaklava in USSR dal 1931 fino al 1942, un generatore da 100 kW su una torre di 30 metri, la turbina eolica Smith-Putnam costruita nel 1941 sulla montagna conosciuta come Grandpa's Know a Castleton, Vermont, USA, di 1,25 MW e la turbina NASA sviluppata dal 1974 fino alla metà degli anni ottanta. La produzione di queste tredici turbine eoliche sperimentali aprì la strada allo sviluppo del design delle turbine moderne in uso attualmente. 
L'industria moderna della produzione delle turbine eoliche cominciò nel 1979 con la produzione in serie di turbine eoliche da parte del produttore danese Kuriant, Vestas, Nordtank e Bonus. Queste prime turbine erano piccole comparate agli standard attuali, avendo la capacità di produrre dai 20 ai 30 kW ciascuna. Da allora, le turbine commerciali sono aumentate in dimensioni e potenza: ad esempio la moderna turbina Enercon E-126 può produrre fino a 7 MW. La produzione di turbine eoliche è attualmente in corso in diversi paesi.
Dall'inizio del ventunesimo secolo sono nate delle preoccupazioni riguardo ai metodi di produzione dell'energia elettrica, al riscaldamento globale e l'eventuale esaurimento dei giacimenti di combustibili fossili; questo ha portato all'espansione dell'interesse riguardo a forme alternative di energie rinnovabili. Globalmente, molte migliaia di turbine eoliche sono attualmente operative, con una capacità stimata di 194,400 MW. Nel 2009 la produzione di tale energia è da attribuire per il 48% all'Europa.

## Tipologia

Tre tipi di turbina eolica, due ad asse verticale e una ad asse orizzontale

Lo sfruttamento del vento è attuato tramite macchine eoliche divisibili in due gruppi distinti in funzione del tipo di modulo base adoperato definito generatore eolico o aerogeneratore:
- Generatori eolici ad asse orizzontale: in cui il rotore va orientato, attivamente o passivamente, parallelamente alla direzione di provenienza del vento.

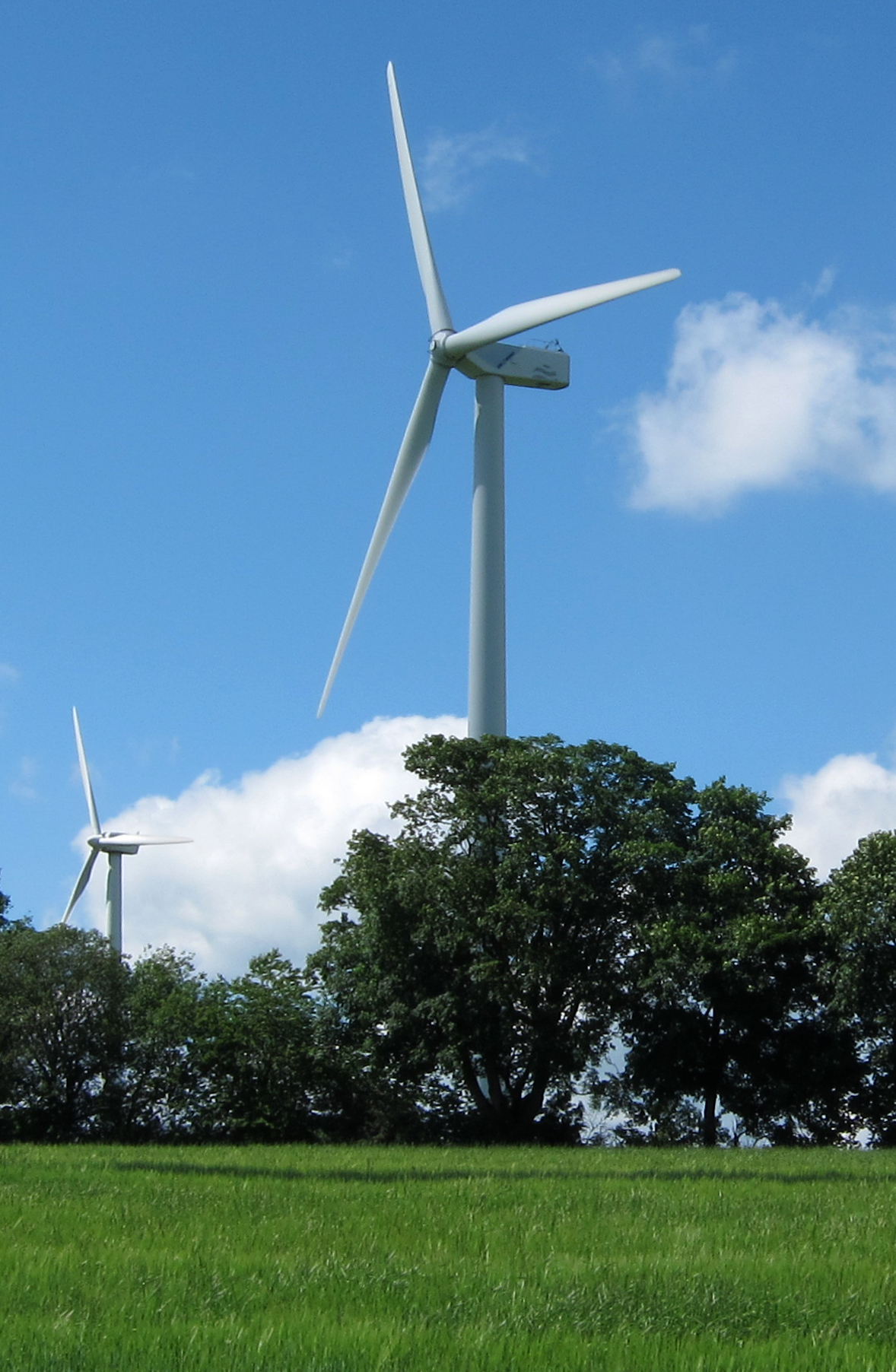
Generatore ad asse orizzontale tripala composto da torre, navicella, rotore e pale

- Generatori eolici ad asse verticale: il cui orientamento è indipendente dalla direzione di provenienza del vento.

### Generatore ad asse orizzontale
Un generatore eolico ad asse di rotazione orizzontale al suolo (HAWT, in inglese Horizontal Axis Wind Turbines) è formato da una torre in acciaio di altezze tra i 60 e i 100 metri sulla cui sommità si trova un involucro (gondola) che contiene un generatore elettrico azionato da un rotore a pale lunghe tra i 20 e i 60 metri. Esso genera una potenza molto variabile, che può andare da pochi kW fino a 5-6 MW, in funzione della ventosità del luogo e del tempo.
Come i generatori ad asse verticale anche quelli ad asse orizzontale richiedono una velocità minima di 3–5 m/s ed erogano la potenza di progetto ad una velocità del vento di 12–14 m/s. Ad elevate velocità (20–25 m/s) l'aerogeneratore viene invece bloccato dal sistema frenante per ragioni di sicurezza.

Gli aerogeneratori tradizionali hanno, quasi senza eccezioni, l'asse di rotazione orizzontale. Questa caratteristica è il limite principale alla realizzazione di macchine molto più grandi di quelle attualmente prodotte: i requisiti statici e dinamici che bisogna rispettare non consentono di ipotizzare rotori con diametri molto superiori a 100 metri e altezze di torre maggiori di 180 metri. Queste dimensioni riguardano macchine per esclusiva installazione off-shore. Le macchine on-shore più grandi hanno diametri di rotore di 70-100 metri e altezze di torre di 110 metri. In una macchina così costruita il diametro della fondazione in calcestruzzo armato è pari a circa 20 metri. La velocità del vento cresce con la distanza dal suolo; questa è la principale ragione per la quale i costruttori di aerogeneratori tradizionali spingono le torri a quote così elevate. La crescita dell'altezza, insieme al diametro del rotore che essa rende possibile, sono la causa delle complicazioni statiche dell'intera macchina, che impone fondazioni complesse e costose e strategie sofisticate di protezione in caso di improvvise raffiche di vento troppo forti. Una turbina eolica tipicamente comprende una struttura di sostegno tubolare in metallo, generatori a velocità variabile, vele in materiale composito, e controllo parziale del beccheggio, aerodinamica, struttura e acustica.
Rotore

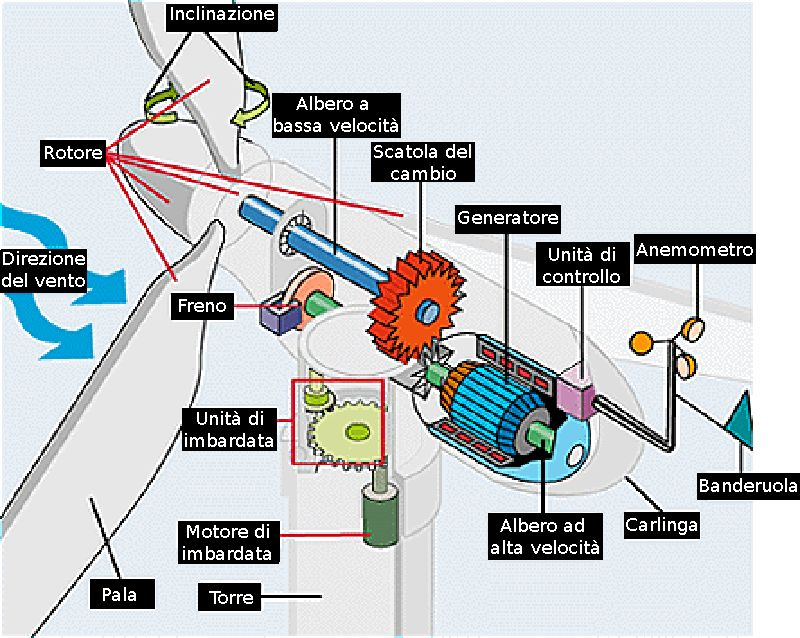
Schema dei componenti di una turbina ad asse orizzontale

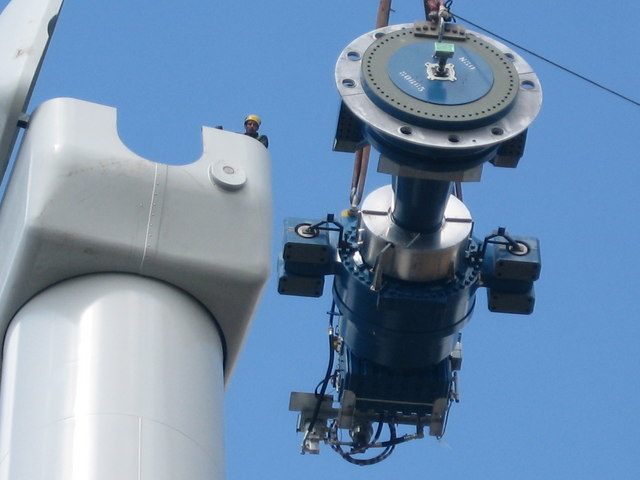
Componenti di una turbina eolica ad asse orizzontale (cambio, albero rotore e freno) vengono posizionati sulla gondola

I rotori sono ad asse orizzontale di tipo:
- monopala, con contrappeso: sono le più economiche, ma essendo sbilanciate generano rilevanti sollecitazioni meccaniche e rumore; sono poco diffusi.
- bipala: hanno due pale poste a 180° tra loro ovvero nella stessa direzione e verso opposto. Hanno caratteristiche di costo e prestazioni intermedie rispetto a quelli degli altri due tipi; sono le più diffuse per installazioni minori.
- tripala: hanno tre pale poste a 120° una dall'altra: sono costose, ma essendo bilanciate, non causano sollecitazioni scomposte e sono affidabili e silenziose, ognuna di queste pale può essere collegata al mozzo da un regolatore angolare Pitch, il quale varia l'angolo di incidenza della singola pala accrescendo o diminuendo la forza risultante.

L'albero del rotore che trasmette il moto è chiamato “albero lento” o principale. Le pale più utilizzate sono realizzate in fibra di vetro o lega di alluminio ed hanno un profilo simile ad un'ala di aereo.
Navicella o gondola
È posizionata sulla cima della torre e può girare di 360° sul proprio asse orientandosi nella direzione opportuna secondo quella del vento. Nella cabina sono ubicati i vari componenti di un aerogeneratore:
- il moltiplicatore di giri. Per sistemi interfacciati a reti locali o nazionali, la velocità dell'asse del rotore non è sufficiente perché il generatore elettrico produca energia elettrica alla frequenza di rete (50 Hz in Europa), quindi un sistema moltiplicatore di giri trasferisce il movimento a un “albero veloce”, dotato di freno per lo stazionamento.
- il generatore elettrico, azionato dall'albero veloce. Negli impianti di piccola taglia non collegati alla rete possono essere del tipo a corrente continua, o a corrente alternata, senza vincoli restrittivi di costanza della frequenza. Nel caso di sistemi interfacciati con reti, locali o nazionali, servono alternatori asincroni a frequenza costante oppure sincroni ma poiché la frequenza della corrente generata dipende dalla velocità del vento occorre che a valle ci sia un convertitore di frequenza.
- il sistema di controllo. Dispositivo di interfaccia del generatore con la rete e/o con eventuali sistemi di accumulo; controlla il funzionamento della macchina, e gestisce l'erogazione dell'energia elettrica e l'arresto del sistema oltre certe velocità del vento per motivi di sicurezza dovuti al calore generato dall'attrito del rotore sull'asse e/o a sollecitazioni meccaniche della struttura.

Gli aerogeneratori di piccola taglia, in condizioni di normale regime, si orientano automaticamente attraverso un semplice timone. Solo nei più sofisticati sono installate pale a passo variabile, in modo da poter adeguare la loro inclinazione in base alla velocità del vento per migliorarne la resa. Nelle macchine di piccola taglia il sistema di controllo è solitamente di tipo passivo, senza servomotori che agiscono sull'angolo di calettamento delle pale e sull'angolo tra la navicella e il vento:
- Controllo di stallo: le pale sono costruite “svergolate”, in modo che a velocità elevate del vento lo stallo inizi a partire dalla punta delle pale e propagandosi verso il centro. L'area attiva delle pale cala, facendo così calare anche la potenza.
- Controllo di imbardata passivo: il sistema è dimensionato in modo da abbandonare automaticamente l'assetto frontale, oltre una certa spinta del vento.

Torre
L'ultimo elemento dell'aerogeneratore è la torre per la sospensione del rotore e della navicella. La torre può raggiungere dimensioni notevoli in altezza fino anche a 180 metri; tipicamente tanto più alta è la torre tanto migliori sono le condizioni di ventosità in termini di intensità e costanza, tanto più grande può essere il rotore con aumento dell'energia prodotta, tanto più larga è la sezione, tanto più stabile e ben progettata deve essere la fondazione nel terreno, tanto maggiori sono i costi e peggiore è l'impatto paesaggistico. I materiali utilizzati sono frequentemente di tipo metallico che garantiscono la massima robustezza a stress interni meccanici dovuti alle sollecitazioni esterne durante il funzionamento dell'aerogeneratore.

### Generatore ad asse verticale

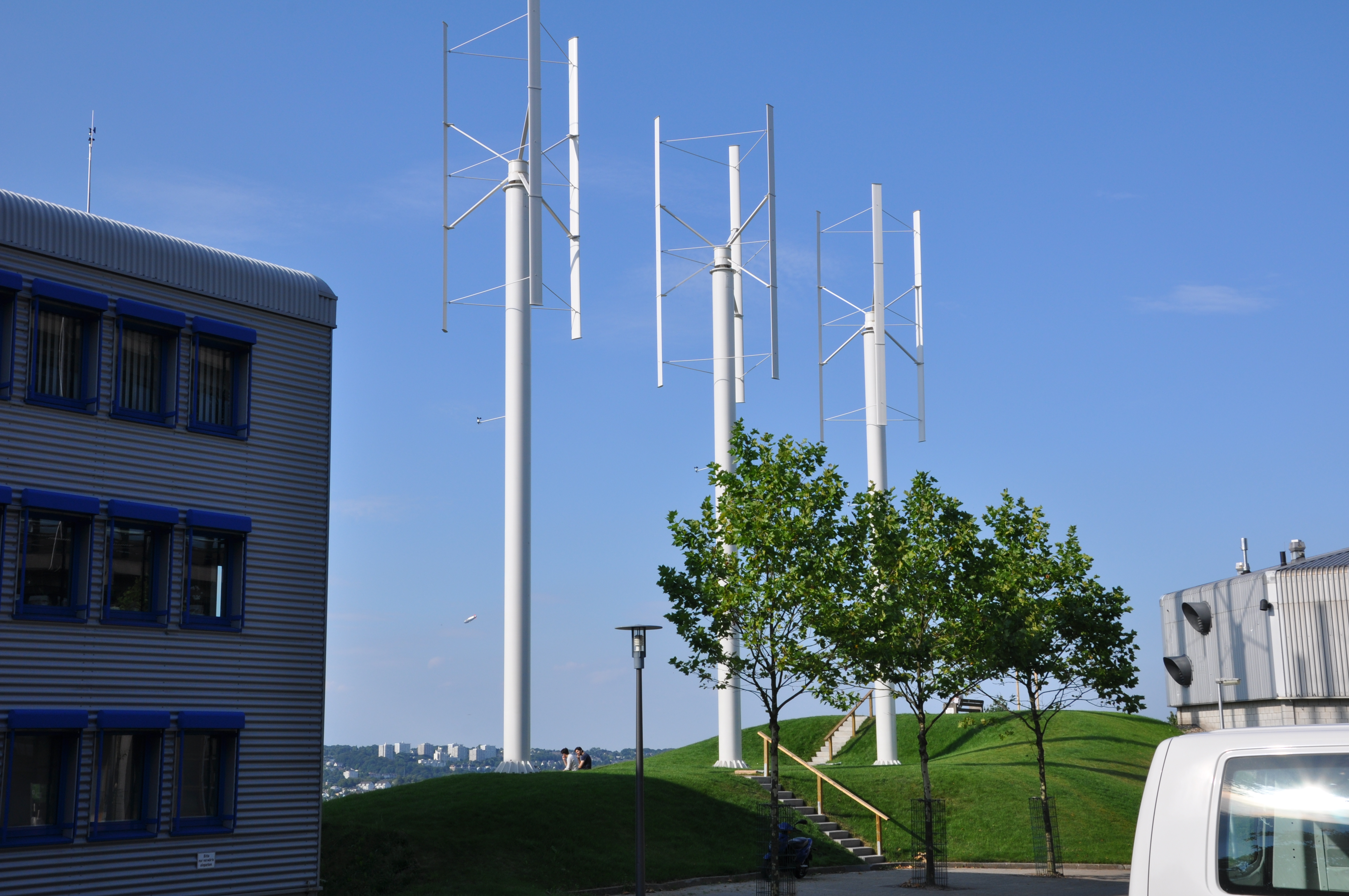
Un gruppo di turbine Darrieus

Un generatore eolico ad asse di rotazione verticale al suolo (VAWT, in inglese Vertical Axis Wind Turbines) è un tipo di macchina eolica contraddistinta da una ridotta quantità di parti mobili nella sua struttura, il che le conferisce un'alta resistenza alle forti raffiche di vento e la possibilità di sfruttare qualsiasi direzione del vento senza doversi orientare di continuo. È una macchina molto versatile, adatta sia all'uso domestico che alla produzione centralizzata di energia elettrica nell'ordine del megawatt (una sola turbina soddisfa il fabbisogno elettrico mediamente di circa 1000 case). Un altro vantaggio consiste nel minor ingombro rispetto a turbine ad asse orizzontale e secondo una ricerca del California Institute of Technology un parco eolico VAWT progettato con cura può avere una potenza di uscita dieci volte superiore a quella di uno HAWT della stessa dimensione.

Una turbina Savonius

Macchine eoliche ad asse verticale sono state concepite e realizzate fin dal 1920. La sostanziale differenza rispetto alle turbine ad asse orizzontale è la forte variazione di coppia sulle pale durante la rotazione, che provoca una grande fatica rischiando di spezzarle. Col tempo, tuttavia, si sono trovati dei rimedi verso questi difetti impiegando materiali compositi e modificando la forma delle turbine in versioni elicoidali, permettendo di distribuire meglio le forze. 
La turbina a vento di Savonius è un tipo di turbina a vento ad asse verticale utilizzata per la conversione di coppia dell'energia del vento su un albero rotante. Inventata dall'ingegnere finlandese Sigurd J. Savonius nel 1922 e brevettata nel 1929, è una delle turbine più semplici. Il difetto principale si trova nella maggiore resistenza all'aria, a causa della quale si raggiungono velocità minori rispetto ad una turbina eolica di Darrieus, anche se si può parzialmente risolvere utilizzando un profilo elicoidale.

## Funzionamento
I generatori, sia ad asse verticale sia ad asse orizzontale, richiedono una velocità minima del vento (cut in) dai 3 ai 5 m/s ed erogano la potenza di progetto ad una velocità del vento che va dai 12 ai 14 m/s. Ad elevate velocità (20–25 m/s, velocità di cut off) l'aerogeneratore viene bloccato dal sistema frenante per ragioni di sicurezza. Il bloccaggio può avvenire con freni che bloccano il rotore o con metodi che si basano sul fenomeno dello stallo e "nascondono le pale al vento".
I giri al minuto del rotore dell'aerogeneratore sono molto variabili, come lo è la velocità del vento; la maggior parte utilizzano delle scatole d'ingranaggi (moltiplicatore di giri o gearbox), interposti tra rotore e generatore, per aumentare e rendere costante la velocità del rotore del generatore e per permettere un avvio più facile con venti deboli.
Il moltiplicatore di giri è di fatto un organo di grosse dimensioni, circa 20 tonnellate per turbine da 2/2 MW, lubrificato da circa 200 l di olio (sintetico o minerale). Quest'ultimo viene raffreddato ad aria, da un radiatore in alluminio, simile a quello utilizzato nel settore dell'automotive, posizionato all'esterno della navicella ed attraverso un sistema idraulico che ne mette in circolo il lubrificante durante il funzionamento dell'aerogeneratore, garantendo il mantenimento della temperatura prescritta dal produttore dell'aerogeneratore.
L'energia elettrica immessa nella rete deve essere costante a 50 hertz in Europa e 60 Hz negli Stati Uniti, e dato che le predette frequenze si ottengono proporzionalmente alla velocità (numero di giri/min) alla quale la turbina eolica viene fatta ruotare dal vento, la corrente elettrica prodotta viene inviata a una serie di appropriati convertitori prima di essere immessa in rete.
La cinematica del generatore eolico è caratterizzata da bassi attriti, moderato surriscaldamento che necessita di un sistema di refrigeranti, olio oppure acqua che disperdono il calore grazie a radiatori, e un costo di manutenzione relativamente basso o pressoché nullo soprattutto per il magnetoeolico.

## Produzione
I principali produttori mondiali di aerogeneratori sono aziende americane, cinesi, danesi, tedesche, spagnole: Vestas, Enercon, Siemens, Gamesa Eólica, GE Wind Energy (ex Enron Wind), Liberty, Nordex, NedWind. Sono circa 26 le aziende che producono gli aerogeneratori.